# لیگ دسته اول فوتبال فنلاند
لیگ دسته اول فوتبال فنلاند (فنلاندی: Ykkönen) دومین لیگ معتبر فوتبال در کشور فنلاند است که در سال ۱۹۷۳ بنیان‌گذاری شده و زیر نظر اتحادیه فوتبال فنلاند برگزار می‌شود.